# Tympanogaster lamingtonensis
Tympanogaster lamingtonensis är en skalbaggsart som beskrevs av Perkins 2006. Tympanogaster lamingtonensis ingår i släktet Tympanogaster och familjen vattenbrynsbaggar. Inga underarter finns listade i Catalogue of Life.